# Berkanowo
Berkanowo (deutsch Berkenow) ist ein Dorf in der polnischen Woiwodschaft Westpommern. Es gehört zur Gmina Świdwin (Landgemeinde Schivelbein) im Powiat Świdwiński.

## Geografische Lage
Berkanowo liegt 14 Kilometer nordwestlich von Świdwin an der Grenze zum Powiat Łobeski (Labes). Die westliche Gemeindegrenze bildet die Mołstowa (Molstow), ein Nebenfluss der Rega. Berkanowo ist über eine Nebenstraßenverbindung von Świdwin über Leckow und Kartlow zu erreichen.

## Ortsgeschichte
Zum ersten Male urkundlich erwähnt wurde Berkenow im Jahre 1569. Damals verkauft Dionis Scharn der Stadt Schivelbein eine halbe Kossate in Berkenow. Auch im Tauschvertrag des Markgrafen Johann von Brandenburg-Küstrin mit dem Johanniterorden findet der Ort Erwähnung.
Seit 1762 war das Rittergut im Besitz derer von Schmidt. Im 17. Jahrhundert war Michael Heinrich von Rüchel Erbherr auf Semerow und Berkenow und Landrat des Kreises Schivelbein von 1687 bis 1694.
Im Jahre 1811 gab es neun Vollbauern und einen Halbbauern in Berkenow. Bei der Bauernregulierung 1823 wurden fünf Bauern anerkannt. Im Jahre 1884 war Berkenow mit 1337 Hektar das größte Rittergut des Kreises Schivelbein. Als späteres Restgut hatte es 1924 noch eine Größe von 500 Hektar, sein Besitzer war 1928 von Schmidt.
Auf dem Restgut hatten die Vereinigten Saatzuchten in Ebstorf (Landkreis Uelzen/Lüneburger Heide) mehrere Versuchsflächen zum Anbau von Korn und Kartoffeln. Daneben bestanden zwei Bauernhöfe. Die Landwirtschaft prägte den Ort und gab dem überwiegenden Teil der Bevölkerung Arbeit und Brot. Außerdem gab es eine Schmiede, eine Schuhmacherei, eine Uhrmacherei und ein Gasthaus.
Zu Berkenow gehörte noch das zwei Kilometer entfernt liegende Vorwerk Vier, das zuletzt aber nicht mehr bewohnt war. Es lag am Rande einer sumpfigen Wiesenfläche und war ein Paradies für Störche.
Berkenow gehörte bis 1932 zum Kreis Schivelbein, bis dieser in den Landkreis Belgard (Persante) eingegliedert wurde. 1939 hatte das Dorf 260 Einwohner in 62 Haushaltungen bei einer Gemeindefläche von 1.067,1 Hektar. Der Ort lag im Amts- und Standesamtsbezirk Schlenzig und im Amtsgerichtsbereich Schivelbein. 
1945 kam der Ort zu Polen. Berkenow wurde zu Berkanowo und bildet heute eine Ortschaft der Gmina Świdwin.

## Kirche

### Kirchengemeinde
Die selbständige Kirchengemeinde Berkenow bildete bis 1945 mit den Kirchengemeinden Kartlow und Semerow das Kirchspiel Semerow, zu dem auch Meseritz gehörte. Das Kirchspiel lag im Kirchenkreis Schivelbein in der Kirchenprovinz Pommern der evangelischen Kirche der Altpreußischen Union.
Im Jahre 1940 zählte das Kirchspiel Semerow insgesamt 830 Gemeindeglieder, von denen 298 zur Kirchengemeinde Berkenow gehörten. Letzter deutscher Geistlicher war Pfarrer Hermann Blumenbach, der bis 1933 das Kirchspiel betreute. Danach blieb die Stelle unbesetzt, und Pfarrer Walter Lüdke vom Nachbarkirchspiel Rützenhagen versorgte die Gemeindeglieder.
Heute ist Berkanowo Teil des Kirchspiels Koszalin (Köslin) in der Diözese Pommern-Großpolen der polnischen Evangelisch-Augsburgischen Kirche.

### Dorfkirche
Die Berkenower Kirche ist ein schlichter rechteckiger Feldsteinbau und stammt aus dem 19. Jahrhundert. Das Geläut bestand aus zwei Glocken (64 und 60 cm Durchmesser). Eine von ihnen (Gussjahr 1774) hat den Zweiten Weltkrieg auf dem Glockenfriedhof in Hamburg überstanden. Sie befindet sich heute in der evangelischen Kirche in Bergen in der Pfalz.